# Engelmar Chrel
Engelmar Chrel (* im 14. Jahrhundert; † 21. Dezember 1422) war 1398–1399 Offizial und Generalvikar des Erzbistums Salzburg und 1399 bis 1422 Bischof von Chiemsee. 

## Leben
Engelmar entstammte dem Rittergeschlecht der Chrel, die in der Oststeiermark als Gefolgsleute der Herren von Stubenberg Bedeutung erlangten und seit 1260 als Burggrafen von Kapfenberg belegt sind. Engelmar studierte die Rechte an den Universitäten Bologna, Prag (1383) und Wien (1384/85) und hielt sich anschließend einige Zeit an der römischen Kurie auf. Dort prozessierte er erfolgreich um ein Kanonikat in Salzburg, wo er zum Domherrn, Scholaster und 1396 zum Dekan aufstieg. Als solcher überbrachte er 1396 dem Papst die Bitte des Salzburger Erzbischofs Gregor Schenk von Osterwitz um die Verleihung des Palliums. Da an der Rechtmäßigkeit seiner Wahl zum Dekan Zweifel bestanden, wurde er 1397 von Papst Bonifaz IX. erneut providiert und zugleich verpflichtet, das Amt des Domscholasters aufzugeben. Für die Jahre 1398 und 1399 ist er als Offizial und Generalvikar des Salzburger Erzbischofs belegt. 
1398 ernannte Papst Bonifaz IX. Engelmar Chrel zum Koadjutor des betagten Chiemseer Bischofs Eckart von Pernegg. Nach Eckarts Tod im Oktober 1399 wurde er von Erzbischof Gregor Schenk von Osterwitz am 22. Dezember 1399 zu dessen Nachfolger bestimmt. Die päpstliche Bestätigung erfolgte am 1. Februar 1400 zugleich mit der erneuten Verleihung des Bistums. Bereits am 25. Januar 1400 erteilte ihm der Erzbischof die Bischofsweihe. 
1403 wurde Engelmar von Erzbischof Gregor Schenk von Osterwitz zu seinem Kanzler ernannt und kurze Zeit später verdächtigt, zusammen mit weiteren Gesinnungsgenossen den Erzbischof vergiftet zu haben. Nach einer päpstlichen Untersuchung wurde der Verdacht entkräftet, wobei auch eine Erklärung des sterbenden Erzbischofs Berücksichtigung fand.
Nach dem Tod des Erzbischofs gründeten Salzburger Ritter und Edle am 20. Mai 1403 den sogenannten Igelbund, dessen Ziel es war, den künftigen Erzbischof in seiner Eigenschaft als Landesherr zu verpflichten, ihre Beschwerden ernst zu nehmen. Dem Igelbund trat neben den Städten Salzburg, Laufen, Tittmoning, Hallein und Radstadt auch Engelmar Chrel bei. Nach der Wahl des Erzbischofs Eberhard III. von Neuhaus entstanden ihm aus der Zugehörigkeit zum Igelbund keine Nachteile. 
1409 ließ sich Engelmar Chrel auf dem Konzil von Pisa durch den Salzburger Generalvikar und Offizial Friedrich Deys vertreten. Am Konzil von Konstanz nahm er persönlich teil und war dort 1417 noch bei der Wahl des Papstes Martin V. anwesend. Von diesem erlangte er für die Marienkapelle des Salzburger Chiemseehofs sowie für die Pfarrei Stuhlfelden zwei Ablässe.
Wie seine Vorgänger war auch Engelmar Chrel Weihbischof in Salzburg und nahm als solcher mehrere Amtshandlungen außerhalb seines Bistums wahr. Zudem erhielt er mehrmals päpstliche Aufträge sowie des römischen Auditors Capus della Torre. 1418 beteiligte er sich an der Salzburger Provinzialsynode. Ein Jahr später veranstaltete er die erste nachweisbare chiemseeische Diözesansynode in Kitzbühel. Von Juli bis September 1422 nahm er als Vertreter seines Erzbischofs am Reichstag in Nürnberg teil.